# マルセロ・シャムスカ
マルセロ・シャムスカ (Marcelo Chamusca) ことマルセロ・アウグスト・オリヴェイラ・シャムスカ（Marcelo Augusto Oliveira Chamusca, 1966年10月7日 - ）は、ブラジル・サルヴァドール出身の元サッカー選手、現サッカー指導者。現役時代のポジションはMF（守備的ミッドフィールダー）。日本での登録名はマルセロ (Marcelo) 。ペリクレス・シャムスカは実兄。
4部からなるカンピオナート・ブラジレイロの各カテゴリーにおいて、クラブを昇格へ導いた唯一の監督である。

## 経歴
1979年にECバイーアの下部組織へ加入し、同クラブのトップチームで2年間プレー。U-17及びトップチームのカンピオナート・バイアーノにおいて、それぞれ2度の優勝を経験している。その後下部リーグの複数クラブに所属し、1993年に現役を引退した。
現役引退の同年より、バイーアのライバルクラブであるECヴィトーリアにおいてU-17部門の監督に就任する。カンピオナート・バイアーノU-17で5連覇に導き、2つの国際大会を制覇している。1996年にはPSVアイントホーフェンで2か月間コーチングを学んだ。
2000年2月にバイーアへ舞い戻りU-17チームを率いると、5つのタイトルを齎した。中でも2001年のマルセイユ国際トーナメントでは、FCバイエルン・ミュンヘンやオリンピック・マルセイユを破って同大会で優勝へ導いている。
2003年にパウメイラス・ノルデスチでディレクターを務め、翌年1月30日からはCRBで自身初となるトップチームの監督に就任する。
2004年7月より兄ペリクレスが指揮を執るADサンカエターノでアシスタントコーチを務め、以後複数のクラブで兄を支えた。2005年9月にペリクレスがJ1・大分トリニータの監督に就任すると、ヘッドコーチとしてクラブのスタッフに加わる。徹底したスカウティングによる対戦相手チームの分析を担当し、「シャムスカ・マジック」の影の立役者となっていた。
2012年9月にはECPPヴィトーリア・ダ・コンキスタの指揮官に就任。同年12月よりサウゲイロACを指揮し、2013年にクラブをセリエCへ復帰させる。同年12月、セリエCのフォルタレーザECと1年契約を締結する。
2015年より呂比須ワグナーの後任としてセリエBのアトレチコ・ゴイアニエンセに招聘されるが、同年2月19日に成績不振を理由に辞任した。
同年3月2日にフォルタレーザへ復帰するが、10月22日に退任。12月4日よりサンパイオ・コヘイアFCの指揮を執るが、翌年3月3日に解任となった。
2016年4月6日にピンタードの後任としてグアラニFCの監督に就任すると、セリエB昇格を達成。同年11月30日より、セリエCのパイサンドゥSCを率いる。
2017年6月18日、パイサンドゥを去りセアラーSCに招聘される。同年のシーズンでクラブをセリエAへ導き、カンピオナート・ブラジレイロにおける各カテゴリーで昇格を達成した史上初の監督となった。2018年5月20日、成績不振により解任された。
2018年9月2日にセリエBのAAポンチ・プレッタの指揮官に就任する。しかし5試合で勝利を挙げられず、同月26日に解任された。
12月6日、ECヴィトーリアにトップチームの監督として復帰しカルペジアーニから任を引き継ぐ。翌年3月18日、カンピオナート・バイアーノ敗退後に解任が発表された。
4月7日にCRBへ舞い戻る。10月4日に解任されるとクイアバECへ招聘された。
2020年11月11日にクイアバを去り、同月13日よりロジェリオ・セニの後任としてフォルタレーザの監督に3度目の就任となる。翌年1月7日、成績不振によりその任を解かれた。
2021年2月19日、セリエBへ降格したボタフォゴFRの監督に就任する。アシスタントコーチを務めて以来16年振りに指揮官として同クラブへ帰還したが、セリエBで中位に留まる中で7月13日に解任となった。

## タイトル
選手時代
バイーア
- U-20カンピオナート・バイアーノ（ポルトガル語版）: 1985, 1986
- カンピオナート・バイアーノ : 1987, 1988

指導者時代
ヴィトーリア
- U-17カンピオナート・バイアーノ（ポルトガル語版）: 1994, 1995, 1996, 1997, 1998
- スパルカッセン・カップ : 1996
- トルネオ・バイエル

スポルチ
- コパ・ペルナンブーコ（ポルトガル語版）: 1998
- U-17カンピオナート・ペルナンブカーノ（ポルトガル語版）: 1998
- U-20カンピオナート・ペルナンブカーノ（ポルトガル語版）
- シュヌワ・トーナメント : 1999

バイーア
- タサ・エスタード・ダ・バイーア（ポルトガル語版）: 2000, 2002
- タサ・ヴェラン : 2000
- U-20カンピオナート・バイアーノ : 2001
- マルセイユ国際トーナメント : 2001

フォルタレーザ
- カンピオナート・セアレンセ : 2015

パイサンドゥ
- カンピオナート・パラエンセ : 2017

セアラー
- カンピオナート・セアレンセ : 2018

クイアバ
- コパ・ヴェルジ（ポルトガル語版）: 2019

個人
- カンピオナート・セアレンセ最優秀監督 : 2015
- セアラ州最優秀監督 : 2017
- カンピオナート・セアレンセ最優秀監督 : 2018